# Elizabeth Pease Nichol

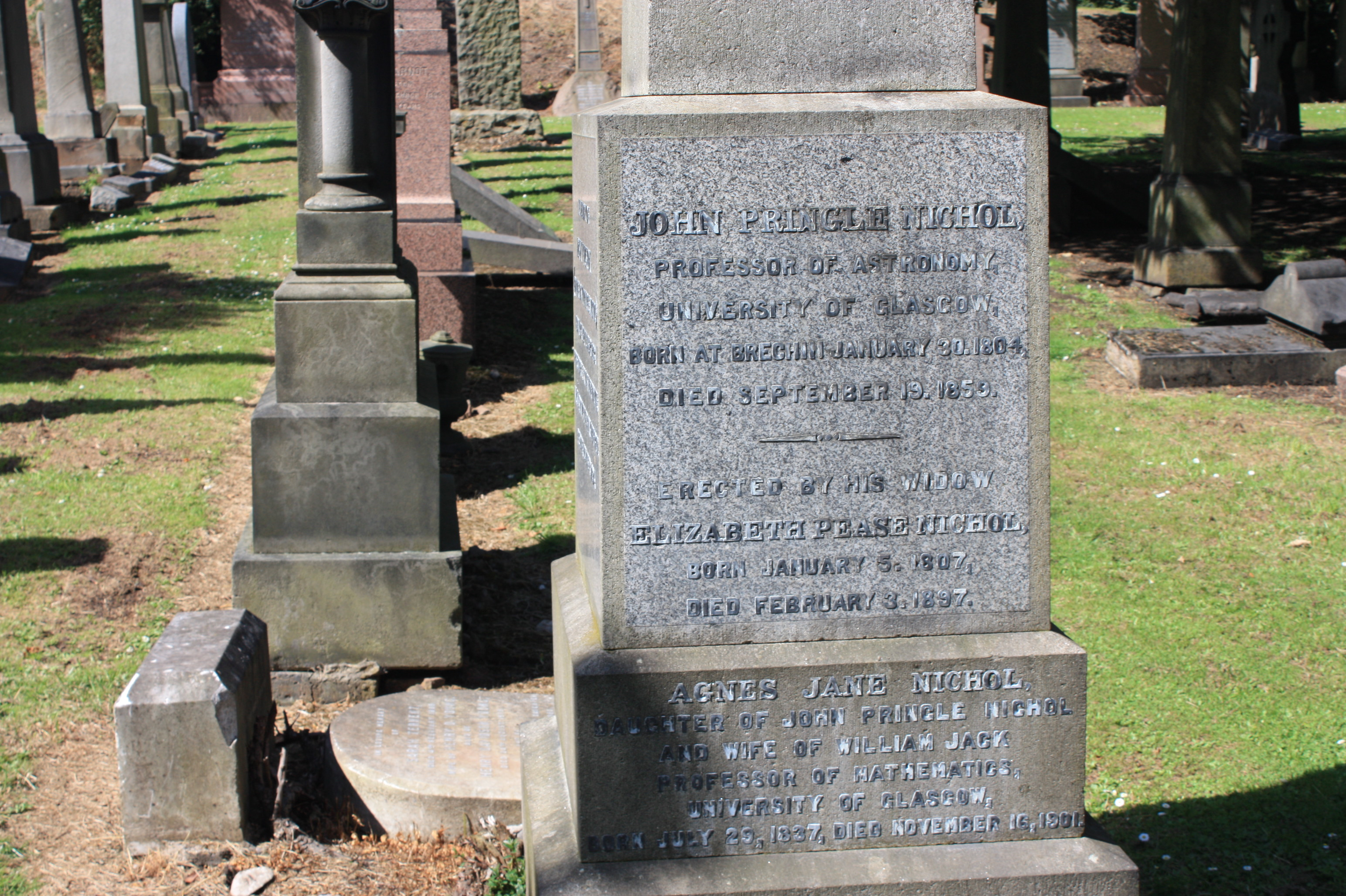
Tomba di Elizabeth Pease Nichol, Grange Cimitero, Edimburgo

Elizabeth Pease Nichol (Darlington, 5 gennaio 1807 – Edimburgo, 3 febbraio 1897) è stata un'attivista, abolizionista e suffragetta britannica è stata inoltre un'anti-segregazionista, suffragetta, cartista e anti-vivisezionista. Era attiva nella Peace Society, il movimento della temperanza e fondò la Darlington Ladies Anti-Slavery Society. Nel 1853 sposò il dott. John Pringle Nichol (1804-1859), Regius Professor di astronomia presso l'Università di Glasgow. Era una delle circa sei donne presenti nel dipinto della convenzione mondiale contro la schiavitù del 1840..

## Biografia

### Primi anni di vita
Elizabeth Pease è nata a Darlington, in Inghilterra, da Joseph Pease e sua moglie Elizabeth Beaumont, che erano membri della Società degli amici (quaccheri). Suo padre era uno dei fondatori della Peace Society.
I Quaccheri avevano forti opinioni sul valore dell'educazione delle ragazze e dei ragazzi. Elizabeth frequentava una scuola con suo fratello e cugini maschi, una delle due sole ragazze della scuola. Quando ha chiuso, la sua educazione è continuata a casa, dove è stata interrotta dalla cattiva salute della madre: Elizabeth assistì la madre fin dalla tenera età.

### Vita pubblica
Nel 1837 la Pease era a capo della Darlington Ladies Anti-Slavery Society. Charles Stuart, un abolizionista e conferenziere contro la schiavitù, la incoraggiò a inviare una delegata donna o a frequentare una società nazionale formata da Joseph Sturge. Lei si oppose ad un maggiore coinvolgimento pubblico, poiché non cercava le luci della ribalta ma voleva lavorare a livello locale per le cause che riteneva importanti.
Nel 1838 pubblicò un importante opuscolo con Jane Smeal intitolato Address to the Women of Great Britain (Indirizzo alle donne della Gran Bretagna). Questo documento era un appello all'azione rivolto alle donne britanniche, che chiedeva loro di parlare in pubblico e di formare le proprie organizzazioni contro la schiavitù.

### Convenzione del 1840

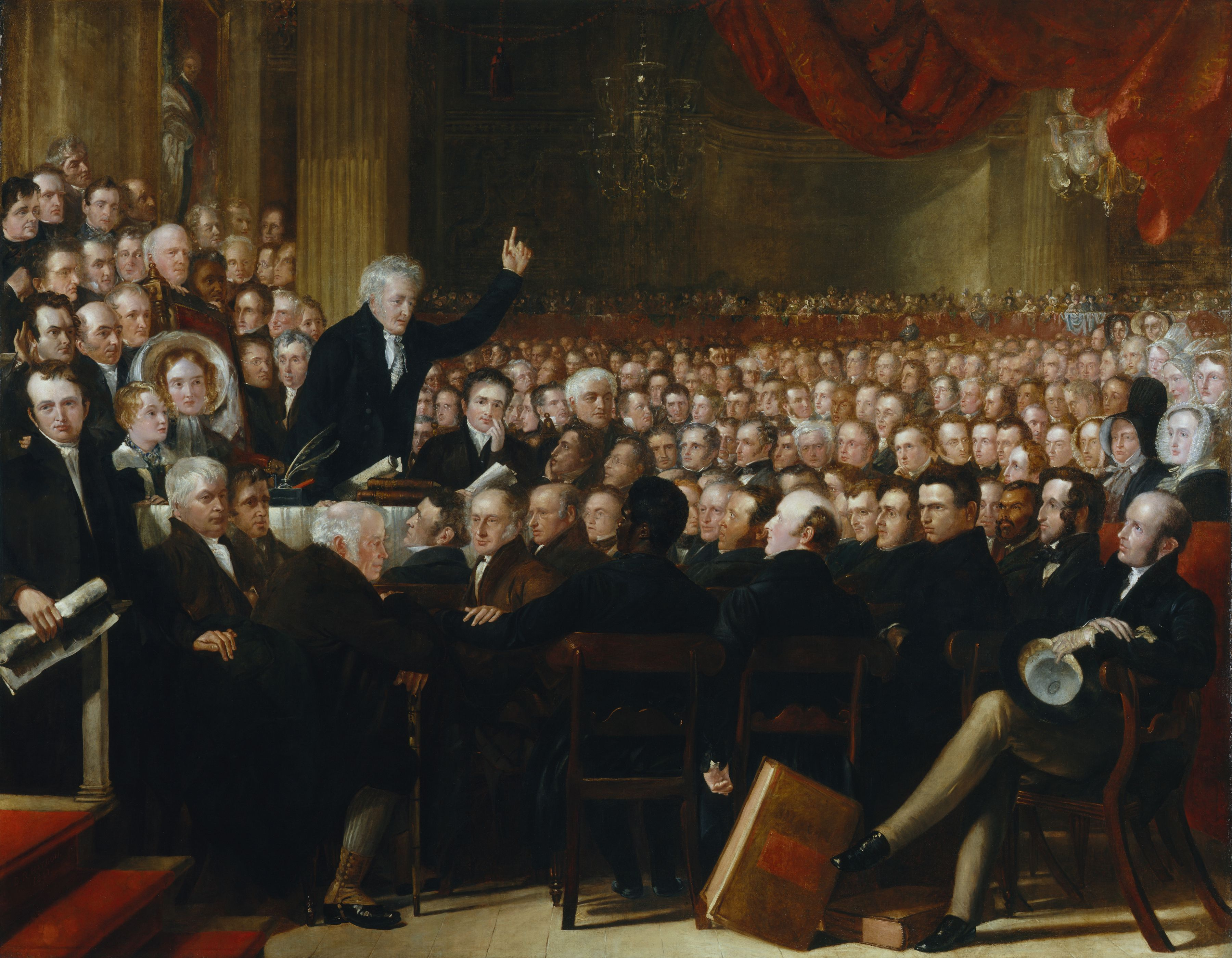
La Pease è sul bordo destro in questo dipinto che fa parte della Convenzione contro la schiavitù del 1840.

Nel 1840 si recò a Londra per partecipare alla World Anti-Slavery Convention che iniziò il 12 giugno, come la sua amica Eliza Wigham, che era segretaria della Edinburgh Ladies Anti-Slavery Society. Prima che iniziasse incontrò le attiviste americane Lucretia Mott ed Elizabeth Cady Stanton.
Prima dell'apertura del convegno, la Sturge, l'organizzatrice britannica, disse alle sei delegate che non avrebbero potuto partecipare. I principali membri inglesi della lotta alla schiavitù l'avevano rimproverata per aver pensato che questa "folle innovazione, questa illusione dell'intrusione delle donne'" dovesse essere permessa. A quel tempo, le donne partecipanti dovevano sedersi in aree segregate, lontano dalla vista dei delegati uomini. La questione diventò controversa perché alcuni delegati maschi degli Stati Uniti sostennero la partecipazione delle donne. Tra questi figuravano George Bradburn, Wendell Phillips, James Mott, William Adam, Isaac Winslow, J. P. Miller e Henry B. Stanton. William Lloyd Garrison, che non arrivò fino al 17 giugno, si rifiutò di prendere posto finché le donne non avessero avuto l'uguaglianza nei posti a sedere. Henry Grew, un battista americano, si espresse a favore del diritto degli uomini di escludere le donne, nonostante sua figlia fosse una delle persone coinvolte. Il risultato fu che le donne americane dovettero unirsi alle donne osservatrici britanniche, come Lady Byron, Anne Knight e la Pease, in un'area segregata.
L'immagine sopra mostra la Pease in un dipinto che commemora l'evento internazionale. Ha attirato delegati da Stati Uniti, Francia, Haiti, Australia, Irlanda, Giamaica e Barbados, oltre alla Gran Bretagna. Ad eccezione di Mary Clarkson, le donne sono ritratte all'estrema destra, e nessuna di loro è in primo piano.
La Pease partecipò con Anne Knight e molti altri amici, ma furono solo la Knight e la Pease della loro cerchia ad essere tra le donne notabili scelte per il dipinto. Altre donne incluse erano Amelia Opie, la Baronessa Byron, Mary Anne Rawson, la signora John Beaumont, Elizabeth Tredgold, Mary Clarkson e, sul retro, Lucretia Mott.

### Movimento per il suffragio femminile
Dopo essersi trasferita a Edimburgo, Elizabeth divenne tesoriera della sezione di Edimburgo della National Society for Women's Suffrage. Un gruppo che comprendeva Eliza e Jane Wigham aveva creato la sezione di Edimburgo della National Society of Women's Suffrage. Eliza e la sua amica Agnes McLaren erano le segretarie e Priscilla Bright McLaren era la presidente.

### Matrimonio e famiglia
Nel 1853 Elizabeth sposò il dottor John Pringle Nichol (1804–1859), Regius Professor di Astronomia all'Università di Glasgow e si trasferì a Glasgow per vivere con lui. La sua famiglia si oppose al matrimonio, poiché Nichol era presbiteriano. Secondo le regole endogame dei quaccheri, la Pease dovette lasciare la Società degli Amici.
Alla morte del marito si trasferì a Edimburgo, vivendo a Huntly Lodge nel distretto di Merchiston.
È sepolta con suo marito nel cimitero di Grange a Edimburgo.

### Riconoscimento
La Pease era tra le quattro donne associate a Edimburgo che sono state oggetto di una campagna da parte di storici locali nel 2015. Il gruppo mirava a ottenere il riconoscimento di Elizabeth Pease Nichol, Priscilla Bright McLaren, Eliza Wigham e Jane Smeal, le "eroine dimenticate" della città.